# Presidente de Trinidad y Tobago
El presidente de Trinidad y Tobago es el jefe de Estado de Trinidad y Tobago y el comandante en jefe de sus Fuerzas de Defensa. El cargo fue creado en 1976, año en el que el país se constituyó como república.
Anteriormente, el jefe de Estado había sido el monarca de Trinidad y Tobago. Sir Ellis Clarke, último gobernador general de Trinidad y Tobago, juró el cargo como primer Presidente el 1 de agosto de ese año, en un acuerdo de transición. Fue elegido formalmente Presidente por un colegio electoral formado por los miembros de las dos cámaras del Parlamento de Trinidad y Tobago el 24 de septiembre, día que en el que se celebra el día de la república.
De conformidad con la Constitución de Trinidad y Tobago de 1976, el presidente es la fuente formal del poder ejecutivo. No obstante, en la práctica quien realmente gobierna es el primer ministro de Trinidad y Tobago y su gabinete de gobierno. El Presidente nombra como primer ministro al líder del partido más votado en la Cámara de Representantes (la cámara baja), y también elige a los miembros del Senado (la cámara alta) que son previamente recomendados por el primer ministro y por el Líder de la oposición.
El presidente debe de tener al menos 35 años de edad y debe ser ciudadano de Trinidad y Tobago, y haber sido residente en el país en los diez años previos a su elección.

## Lista de presidentes de Trinidad y Tobago
- Ellis Clarke: 1 de agosto de 1974 hasta 13 de marzo de 1987.
- Michael Williams (en funciones): desde el 13 hasta el 19 de marzo de 1987.[1]
- Noor Hassanali: 19 de marzo de 1987 hasta 19 de marzo de 1997
- Arthur N.R. Robinson: 19 de marzo de 1997 hasta 17 de marzo de 2003.
- George Maxwell Richards: 17 de marzo de 2003 hasta 18 de marzo de 2013.
- Anthony Carmona: 18 de marzo de 2013 hasta 19 de marzo de 2018.
- Paula-Mae Weekes: 19 de marzo de 2018 al 20 de marzo de 2023.
- Christine Kangaloo: desde el 20 de marzo de 2023.